# Leptasthenura aegithaloides
Leptasthenura aegithaloides là một loài chim trong họ Furnariidae.